# Billy Wright

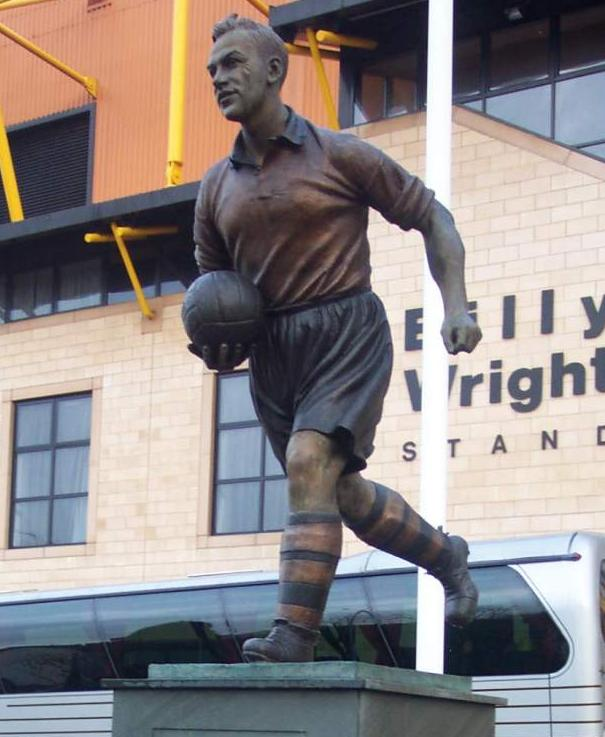
Standbeeld van Billy Wright

William ("Billy") Ambrose Wright (Ironbridge, 6 februari 1924 – Londen, 3 september 1994) was een Engels voetballer.

## Carrière
Hij begon zijn voetbalcarrière in 1939 bij Wolverhampton Wanderers. Met Wolves werd hij landskampioen in 1954, 1958 en 1959, en won hij de FA Cup in 1949. Tot zijn vertrek in 1959 speelde hij 541 wedstrijden voor de club, aanvankelijk als spits, maar later als succesvol middenvelder.
Billy Wright was de eerste speler die meer dan 100 keer uitkwam voor de Engelse nationale ploeg. Hij was hun aanvoerder op 3 WK's. In de vele wedstrijden die hij speelde kreeg hij nooit een waarschuwing (gele kaarten bestonden in zijn tijd nog niet).
Na zijn stoppen was hij enkele jaren trainer van Arsenal, maar met weinig succes. Daarna was hij jarenlang analist bij de Britse commerciële televisie. Hij was getrouwd met Joy Beverley, een van de zingende Beverley Sisters. Wright overleed in 1994 op 70-jarige leeftijd.